# Urceolella crispula
Urceolella crispula är en svampart som först beskrevs av Petter Adolf Karsten, och fick sitt nu gällande namn av Jean Louis Emile Boudier 1907. Urceolella crispula ingår i släktet Urceolella och familjen Hyaloscyphaceae.  Arten är reproducerande i Sverige. Inga underarter finns listade i Catalogue of Life.